# Кевін Лонґ
Кевін Лонґ (англ. Kevin Long) — художник-графік, найбільш відомий своїми аерографами та чорно-білими ілюстраціями в жанрах наукової фантастики та фентезі. Він був головним художником Palladium Books з 1986 по 1995 рік і був одним із перших учасників серії рольових ігор (RPG) Rifts.

## Життєпис
Кевін Лонґ виріс у Баттл-Крік, штат Мічиган, і відвідував Коледж креативних досліджень у Детройті, де спеціалізувався на рекламній ілюстрації. Після закінчення навчання Лонґ працював у місцевій рекламній індустрії. Після п'ятирічної роботи в обраній професії його заманила мистецька та творча свобода, запропонована Palladium Books. Перебуваючи там, Лонґ створив собі репутацію одного з найпопулярніших ілюстраторів в індустрії рольових ігор. Крім того, що він створив динамічний вигляд різних персонажів, транспортних засобів і обладнання в Rifts, він був співавтором ряду інших ігор Palladium RPG. Однак у серпні 1995 року з невідомих причин Лонґ покинув Palladium.
У жовтні 1997 року Raven Software найняла Лонга як 2-D художника. Він відповідав за частину графіки в Hexen II: Portal of Praevus (1998), Heretic II (1998), Soldier of Fortune (2000), Star Trek: Voyager — Elite Force (2000), Soldier of Fortune II: Double Helix (2002) і Quake 4 (2005). У 2007 році Лонг був художнім керівником Wolfenstein.
У 2014 році Скотт Тейлор із Black Gate назвав Кевіна Лонґа почесним учасником у списку 10 найкращих творців рольових ігор за останні 40 років, сказавши: «„Роботех“, навіть вище „Рифтів“, як на мою думку, відображає душу „Палладіуму“, а більш ніж протягом трьох десятиліть робота Лонґа допомогла вивести легендарний японський анімаційний серіал на передовий край американської науково-фантастичної рольової гри».

## Титри рольової гри
Роботи перераховані в порядку дати публікації у відповідних категоріях.

### Книги Palladium

#### За межами надприродного
- McCall, R.; Siembieda, K.; Wujcik, E. (October 1987). Beyond the Supernatural: A Role-Playing Game of Contemporary Horror. Detroit, MI: Palladium Books. с. 12, 42, 50, 52, 58, 59, 61, 65, 67, 83, 92, 94, 96, 114, 121, 182, 221. ISBN 978-0-916211-18-9. [Розпрродано] — Інтер'єрне мистецтво.
- Siembieda, K.; Long, K.; Wujcik, E.; Garwood, B. (October 1990). Boxed Nightmares: An Adventure Sourcebook for Beyond the Supernatural. ISBN 978-0-916211-41-7. [Розпрродано] — Додатковий текст та ідеї, інтер'єр та фотографії.
- Siembieda, K. (January 2005). Beyond the Supernatural, Second Edition. ISBN 978-1-57457-083-0. — Інтер'єрне мистецтво.

#### Heroes Unlimited
- Long, K.; Siembieda, K.; Sheiring, S.; Marciniszyn, A.; Rosenstein, J.; Wujcik, E.; Gustovich, M.; Donald-Siembieda, A. (May 1992). Villains Unlimited: A Sourcebook for Heroes Unlimited (вид. 1st). Taylor, MI: Palladium Books. с. 7, 10, 15, 43, 46, 47, 68, 70, 71, 73, 74, 76, 78, 79, 82, 83, 87, 91, 100, 102, 104, 106—109, 112—113, 120—122, 124, 126, 129, 131, 133, 136, 141, 142, 144, 146—149, 151, 152, 154, 158—159, 163, 169, 174, 177, 178, 182, 186, 189, 200, 202, 204, 210, 214. ISBN 978-0-916211-49-3. [Розпрродано] — Співавтор, обкладинка та інтер'єр.
- Breaux, W., Jr.; Siembieda, K. (December 1994). Aliens Unlimited: A Sourcebook for Heroes Unlimited (вид. 1st). ISBN 978-0-916211-76-9. [Розпрродано] — Дизайн обкладинки.
- Siembieda, K.; Breaux, W., Jr.; Wujcik, E.; Long, K.; Oliver, A.; Trustrum, S. (March 1998). Heroes Unlimited, Revised Second Edition. ISBN 978-1-57457-006-9. — Додатковий текст і концепції, інтер'єрне мистецтво.
- Siembieda, K.; Breaux, W., Jr. (June 1999). Heroes Unlimited G.M.'s Guide. ISBN 978-1-57457-035-9. — Інтер'єрне мистецтво.
- Breaux, W., Jr.; Siembieda, K. (January 2000). Aliens Unlimited: A Sourcebook for Heroes Unlimited, Second Edition (вид. Rev.). ISBN 978-0-916211-76-9. — Дизайн обкладинки.
- Coffin, B.; Siembieda, K. (February 2000). Century Station: An Adventure Sourcebook for Heroes Unlimited, Second Edition. ISBN 978-1-57457-040-3. — Інтер'єрне мистецтво.
- Long, K.; Siembieda, K.; Gustovich, M. (March 2005). Villains Unlimited: A Sourcebook for Heroes Unlimited (вид. Rev.). ISBN 978-0-916211-49-3. — Співавтор, мистецтво інтер'єру.

#### Макрос II
- Siembieda, K. (July 1993). Macross II: The Role-Playing Game. Taylor, MI: Palladium Books. ISBN 978-0-916211-62-2. [Розпрродано] — Дизайн обкладинки.
- Ouellette, M.; Vézina, M.; Carrières, J. (March 1994). Macross II: Spacecraft and Deck Plans—Volume One. ISBN 978-0-916211-66-0. [Розпрродано] — Дизайн обкладинки.
- Ouellette, M.; Vézina, M.; Carrières, J. (July 1994). Macross II: Spacecraft and Deck Plans—Volume Two. ISBN 978-0-916211-74-5. [Розпрродано] — Дизайн обкладинки.
- Ouellette, M.; Vézina, M.; Carrières, J.; Pelletier, C. J. (December 1994). Macross II: Spacecraft and Deck Plans—Volume Three. ISBN 978-0-916211-75-2. [Розпрродано] — Дизайн обкладинки.

#### Nightbane
- Martijena-Carella, C. J.; Siembieda, K. (November 1995). Nightbane: A Complete Role-Playing Game. ISBN 978-0-916211-86-8. — Інтер'єрне мистецтво [незазначений].
- Vey, J.; Siembieda, K. (April 2003). Nightbane World Book 4: Shadows of Light. ISBN 978-1-57457-088-5. — Інтер'єрне мистецтво [незазначений].

#### Рольова гра Palladium Fantasy
- Bartold, T.; Boucher, G. S.; Davies, K.; Gomez, J.; Long, K.; Marciniszyn, A.; Siembieda, K.; Wujcik, E. (October 1989). The Palladium Role-Playing Game Book IV: Adventures in the Northern Wilderness. Detroit, M: Palladium Books. с. 4, 15, 44, 47, 53, 74, 81, 83. ISBN 978-0-916211-39-4. [Розпрродано] — Співавтор, додаткове оформлення.
- Siembieda, K.; Wujcik, E. (March 1990). The Palladium RPG (вид. 7th printing, Rev.). ISBN 978-0-916211-04-2. [Розпрродано] — Дизайн обкладинки.
- Nowak, P.; Siembieda, K. (October 1994). Palladium RPG Book VII: Yin-Sloth Jungles. ISBN 978-0-916211-81-3. — Інтер'єрне мистецтво.
- Siembieda, K. (April 1996). Palladium Fantasy RPG, Second Edition. ISBN 978-0-916211-91-2. — Інтер'єрне мистецтво [незазначений].
- Siembieda, K.; Wujcik, E. (December 1996). Dragons & Gods: A Sourcebook for the Palladium Fantasy RPG, Second Edition. ISBN 978-0-916211-98-1. — Інтер'єрне мистецтво.
- Coffin, B.; Siembieda, K. (September 1998). Palladium Fantasy RPG Book 8: The Western Empire. ISBN 978-1-57457-015-1. — Інтер'єрне мистецтво.
- Wujcik, E.; Siembieda, K.; Coffin, B.; Bartold, T.; Marciniszyn, A.; Jacques, C.; Long, K. (February 2003). Wolfen Empire Adventure Sourcebook. ISBN 978-1-57457-063-2. — Додатковий текст і концепції, інтер'єрне мистецтво.

#### Рифти
Ядро
- Siembieda, K. (August 1990). Rifts Role-Playing Game. ISBN 978-0-916211-50-9. [Розпрродано] — Інтер'єрне мистецтво і малюнки.
- Siembieda, K.; Bellaire, C.; Therrien, S.; Ward, T.; Wujcik, E. (August 2005). Rifts Role-Playing Game, Ultimate Edition. ISBN 978-1-57457-150-9. — Інтер'єрне мистецтво, Дизайн логотипу Rift.

Світ
- Siembieda, K.; Sheiring, S. (July 1991). Rifts World Book (RWB) One: Vampire Kingdoms. ISBN 978-0-916211-52-3. — [Розпрродано] Обкладинка й інтер'єрне мистецтво.
- Siembieda, K.; Sheiring, S.; Marciniszyn, A. (September 1992). RWB Two: Atlantis. ISBN 978-0-916211-54-7. — Інтер'єрне мистецтво.
- Siembieda, K.; Sheiring, S.; Marciniszyn, A. (March 1993). RWB Three: England. ISBN 978-0-916211-57-8. — Інтер'єрне мистецтво.
- Siembieda, K.; Long, K.; Rosenstein, J. (June 1993). RWB Four: Africa. ISBN 978-0-916211-58-5. — Додатковий текст та ідеї, обкладинка й інтер'єрне мистецтво.
- Siembieda, K.; Long, K. (February 1994). RWB Five: Triax and the NGR. ISBN 978-0-916211-60-8. — Додаткові дизайни та концепції, обкладинка й інтер'єрне мистецтво.
- Martijena-Carella, C. J.; Siembieda, K. (September 1994). RWB Six: South America. ISBN 978-0-916211-71-4. — Інтер'єрне мистецтво.
- Siembieda, K.; Carella, C. J.; Sheiring, S.; Long, K.; Rosenstein, J. (May 1995). RWB Seven: Underseas. ISBN 978-0-916211-72-1. — Додаткові концепції, інтер'єрне мистецтво.
- Siembieda, K.; Nowak, P.; Carella, C. J. (July 1995). RWB Eight: Japan. ISBN 978-0-916211-88-2. — Інтер'єрне мистецтво [незазначений].
- Martijena-Carella, C. J.; Siembieda, K. (July 1995). RWB Nine: South America 2]. ISBN 978-0-916211-89-9. — Дизайн обкладинки; інтер'єрне мистецтво [незазначений].
- Martijena-Carella, C. J.; Siembieda, K. (March 1996). RWB Ten: Juicer Uprising. ISBN 978-0-916211-92-9. — Інтер'єрне мистецтво [незазначений].
- Siembieda, K.; Nowak, P.; Rosensten, J. (July 1996). RWB 11: Coalition War Campaign. ISBN 978-0-916211-93-6. — Інтер'єрне мистецтво.
- Siembieda, K.; Rosenstein, J. (April 1997). RWB 13: Lone Star. ISBN 978-1-57457-000-7. — Інтер'єрне мистецтво [незазначений].
- Siembieda, K.; Sumimoto, M.; Cartier, R. (December 1998). RWB 18: Mystic Russia. ISBN 978-1-57457-011-3. — Інтер'єрне мистецтво [незазначений].
- Sumimoto, M.; Siembieda, K. (September 1999). RWB 21: Atlantis Two—Splynn Dimensional Market. ISBN 978-1-57457-027-4. — Інтер'єрне мистецтво [незазначений].
- Siembieda, K.; DesRochers, F.; Coffin, B. (April 2000). RWB 22: Free Quebec. ISBN 978-1-57457-030-4. — Інтер'єрне мистецтво [незазначений].
- Siembieda, K.; Yoho, T. S. (June 2004). RWB 26: Dinosaur Swamp. ISBN 978-1-57457-104-2. — Інтер'єрне мистецтво.
- Siembieda, K.; Yoho, T. S. (February 2006). RWB 27: Adventures in Dinosaur Swamp. ISBN 978-1-57457-120-2. — Інтер'єрне мистецтво.
- Richards, J.; Siembieda, K. (March 2006). RWB 28: Arzno—Vampire Incursion. ISBN 978-1-57457-157-8. — Інтер'єрне мистецтво.
- Marciniszyn, A.; Smith, W.; Siembieda, K., ред. (April 2007). RWB 30: D-Bees of North America. ISBN 978-1-57457-170-7. — Інтер'єрне мистецтво [незазначений].
- White, T.; Aten, B. K.; Siembieda, K. (April 2010). RWB 31: Triax 2. ISBN 978-1-57457-181-3. — Художник, що долучився до проекту.
- Siembieda, K.; Clements, M.; Campbell, B. (August 2011). RWB One: Vampire Kingdoms, New Revised Edition. ISBN 978-1-57457-186-8. — Інтер'єрне мистецтво.

Розмір
- Siembieda, K.; Truman, T.; Henry, F. (November 1993). Rifts Dimension Book (RDB) One: Wormwood. ISBN 978-0-916211-59-2. — Інтер'єрне мистецтво [незазначений].
- Martijena-Carella, C. J.; Siembieda, K. (December 1994). RDB Two: Phase World. ISBN 978-0-916211-73-8. — Обкладинка й інтер'єрне мистецтво.
- Martijena-Carella, C. J.; Siembieda, K. (March 1995). RDB Three: Phase World Sourcebook. ISBN 978-0-916211-79-0. — Обкладинка й інтер'єрне мистецтво.

Джерело
- Siembieda, K. (February 1991). Rifts Sourcebook (RSB) Number One. ISBN 978-0-916211-51-6. [Розпрродано] — Обкладинка й інтер'єрне мистецтво.
- Siembieda, K. (September 1992). RSB Two: The Mechanoids. ISBN 978-0-916211-55-4. — Обкладинка й інтер'єрне мистецтво.
- Siembieda, K. (July 1994). RSB Three: Mindwerks. ISBN 978-0-916211-69-1. — Обкладинка й інтер'єрне мистецтво.
- Siembieda, K.; Marciniszyn, A.; Rosenstein, J.; Coffin, B.; Sheiring, S.; Smith, W. (September 2002). Rifts Bionics Sourcebook. ISBN 978-1-57457-075-5. — Обкладинка й інтер'єрне мистецтво.
- Siembieda, K. (February 2007). RSB One, Revised & Expanded. ISBN 978-1-57457-151-6. — Інтер'єрне мистецтво.
- Siembieda, K.; Campbell, B.; Clements, M.; Kluge, C. (April 2013). Rifts Vampires Sourcebook. ISBN 978-1-57457-187-5. — Інтер'єрне мистецтво.

Перетворення
- Siembieda, K. (November 1991). Rifts Conversion Book (RCB). ISBN 978-0-916211-53-0. [Розпрродано] — Обкладинка та додаткове оформлення.
- Carella, C. J.; Siembieda, K. (April 1994). RCB Two: Pantheons of the Megaverse. ISBN 978-1-57457-154-7. — Інтер'єрне мистецтво.
- Siembieda, K. (November 2002). RCB One, Revised Edition. ISBN 978-0-916211-53-0. — Обкладинка та додаткове оформлення.
- Siembieda, K.; Carella, C. J.; Coffin, B.; Gleba, C.; McCall, R. (December 2002). Rifts Dark Conversions. ISBN 978-1-57457-079-3. — Інтер'єрне мистецтво.

Інше
- Carella, C. J.; Siembieda, K. (July 1994). Rifts Mercenaries. ISBN 978-0-916211-70-7. — Обкладинка й інтер'єрне мистецтво.
- Crawford, C., ред. (February 1996). Rifts Index & Adventures—Volume One. ISBN 978-0-916211-95-0. [Розпрродано] — Інтер'єрне мистецтво.
- Crawford, C., ред. (December 1997). Rifts Index & Adventures—Volume Two. ISBN 978-1-57457-008-3. — Обкладинка й інтер'єрне мистецтво.
- Siembieda, K.; Coffin, B. (June 2000). Rifts Coalition Wars: Siege on Tolkeen—Chapter One: Sedition. ISBN 978-1-57457-045-8. — Інтер'єрне мистецтво [незазначений].
- Coffin, B.; Siembieda, K., ред. (September 2001). Rifts Game Master Guide. ISBN 978-1-57457-067-0. — Інтер'єрне мистецтво.
- Coffin, B., ред. (October 2001). Rifts Book of Magic. ISBN 978-1-57457-069-4. — Інтер'єрне мистецтво.
- Siembieda, K.; Coffin, B. (April 2002). Rifts Aftermath, 109 P.A.: Life After Tolkeen and a World Overview. ISBN 978-1-57457-068-7. — Інтер'єрне мистецтво [незазначений].

#### Роботех
- Siembieda, K. (November 1986). Robotech: The Role-Playing Game—Book One: Macross. ISBN 978-0-916211-21-9. [Розпрродано] — Обкладинка й інтер'єрне мистецтво.
- Siembieda, K. (March 1987). The Robotech RPG Book Two: RDF Manual. ISBN 978-0-916211-23-3. [Розпрродано] — Обкладинка й інтер'єрне мистецтво.
- Siembieda, K. (March 1987). The Robotech RPG Book Three: Zentraedi. ISBN 978-0-916211-22-6. [Розпрродано] — Дизайн обкладинки.
- Siembieda, K. (September 1987). The Robotech RPG Book Four: Southern Cross. ISBN 978-0-916211-27-1. [Розпрродано] — Обкладинка й інтер'єрне мистецтво.
- Jacques, C.; Siembieda, K. (February 1988). Robotech RPG Adventures: Ghost Ship. ISBN 978-0-916211-29-5. [Розпрродано] — Дизайн обкладинки.
- Siembieda, K. (May 1988). The Robotech RPG Book Five: Invid Invasion. ISBN 978-0-916211-28-8. [Розпрродано] — Обкладинка та додаткове оформлення.
- Siembieda, K. (September 1988). Robotech II: The Role-Playing Game—The Sentinels. ISBN 978-0-916211-33-2. [Розпрродано] — Обкладинка й інтер'єрне мистецтво.
- Siembieda, K. (March 1989). Robotech II: The Role-Playing Game—REF Field Guide. ISBN 978-0-916211-36-3. [Розпрродано] — Обкладинка та додаткове оформлення.
- Gomez, J.; Frater, J.; Marciniszyn, A.; Long, K.; Siembieda, K. (December 1989). Robotech RPG Adventures: Lancer's Rockers. ISBN 978-0-916211-42-4. [Розпрродано] — Додатковий текст та ідеї, обкладинка й інтер'єрне мистецтво.
- Christian, D.; Siembieda, K. (May 1994). Robotech RPG Adventures: Zentraedi Breakout. ISBN 978-0-916211-67-7. [Розпрродано] — Інтер'єрне мистецтво.
- Hassall, K.; Siembieda, K. (April 1995). Robotech RPG Book Seven: New World Order. ISBN 978-0-916211-84-4. [Розпрродано] — Обкладинка й інтер'єрне мистецтво.
- Breaux, W., Jr.; Siembieda, K. (July 1995). Robotech RPG Book Eight: Strike Force. ISBN 978-0-916211-85-1. [Розпрродано] — Дизайн обкладинки.
- Siembieda, K.; Marker, J. (March 2008). Robotech: The Shadow Chronicles Role-Playing Game. ISBN 978-1-57457-133-2. — Інтер'єрне мистецтво.

#### Підлітки мутанти ніндзя черепашки
- Wujcik, E. (April 1989). Transdimensional Teenage Mutant Ninja Turtles. ISBN 978-0-916211-35-6. [Розпрродано] — Дизайн обкладинки.
- Trostle, J.; Siembieda, K. (November 1989). Truckin' Turtles. ISBN 978-0-916211-43-1. [Розпрродано] — Дизайн обкладинки.
- Greenberg, D.; Siembieda, K. (March 1990). Turtles Go Hollywood. ISBN 978-0-916211-46-2. [Розпрродано] — Обкладинка й інтер'єрне мистецтво.

#### Рифтер
- Smith, W., ред. (January 1998). Rifter Number One. The Rifter: Sourcebook and Guide to the Palladium Megaverse (1). ISBN 978-1-57457-009-0. [Розпрродано] — Обкладинка й інтер'єрне мистецтво.
- Smith, W., ред. (April 1998). Rifter Number Two. The Rifter (2). ISBN 978-1-57457-012-0. [Розпрродано] — Інтер'єрне мистецтво.
- Smith, W., ред. (October 1998). The Rifter (4). ISBN 978-1-57457-014-4. {{cite journal}}: Пропущений або порожній |title= (довідка) [Розпрродано] — Інтер'єрне мистецтво.
- Smith, W., ред. (January 1999). The Rifter (5). ISBN 978-1-57457-020-5. {{cite journal}}: Пропущений або порожній |title= (довідка) [Розпрродано] — Дизайн обкладинки.
- Smith, W., ред. (April 1999). The Rifter (6). ISBN 978-1-57457-024-3. {{cite journal}}: Пропущений або порожній |title= (довідка) [Розпрродано] — Інтер'єрне мистецтво [незазначений].
- Smith, W., ред. (July 1999). The Rifter (7). ISBN 978-1-57457-033-5. {{cite journal}}: Пропущений або порожній |title= (довідка) [Розпрродано] — Інтер'єрне мистецтво [незазначений].
- Smith, W., ред. (January 2001). Rifter Thirteen. The Rifter (13). ISBN 978-1-57457-048-9. [Розпрродано] — Дизайн обкладинки.
- Smith, W., ред. (July 2001). Rifter Fifteen. The Rifter (15). ISBN 978-1-57457-056-4. [Розпрродано] — Інтер'єрне мистецтво [незазначений].
- Smith, W., ред. (October 2001). Rifter Sixteen. The Rifter (16). ISBN 978-1-57457-057-1. [Розпрродано] — Інтер'єрне мистецтво [незазначений].
- Smith, W., ред. (January 2002). Rifter Seventeen. The Rifter (17). ISBN 978-1-57457-070-0. [Розпрродано] — Інтер'єрне мистецтво [незазначений].
- Smith, W., ред. (April 2002). Rifter Eighteen. The Rifter (18). ISBN 978-1-57457-071-7. [Розпрродано] — Інтер'єрне мистецтво [незазначений].
- Smith, W., ред. (July 2002). The Rifter Number Nineteen: Your Guide to the Megaverse. The Rifter (19). ISBN 978-1-57457-076-2. [Розпрродано] — Інтер'єрне мистецтво [незазначений].
- Smith, W., ред. (October 2002). Rifter Twenty. The Rifter (20). ISBN 978-1-57457-077-9. [Розпрродано] — Дизайн обкладинки; інтер'єрне мистецтво [незазначений].
- Smith, W., ред. (January 2003). Rifter Twenty One. The Rifter (21). ISBN 978-1-57457-080-9. [Розпрродано] — Дизайн обкладинки.
- Smith, W., ред. (July 2003). The Rifter (23). ISBN 978-1-57457-089-2. {{cite journal}}: Пропущений або порожній |title= (довідка) [Розпрродано] — Інтер'єрне мистецтво [незазначений].
- Smith, W., ред. (July 2005). The Rifter (31). ISBN 978-1-57457-155-4. {{cite journal}}: Пропущений або порожній |title= (довідка) — Інтер'єрне мистецтво [незазначений].
- Smith, W., ред. (January 2006). The Rifter 33. The Rifter (33). ISBN 978-1-57457-159-2. — Інтер'єрне мистецтво.
- Smith, W., ред. (February 2006). Best of the Rifter. Best of "The Rifter". ISBN 978-1-57457-160-8. — Обкладинка й інтер'єрне мистецтво.
- Smith, W., ред. (October 2007). The Rifter (40). ISBN 978-1-57457-131-8. {{cite journal}}: Пропущений або порожній |title= (довідка) — Дизайн обкладинки.
- Smith, W., ред. (April 2008). The Rifter (42). ISBN 978-1-57457-134-9. {{cite journal}}: Пропущений або порожній |title= (довідка) — Дизайн обкладинки.
- Smith, W., ред. (October 2010). The Rifter (52). ISBN 978-1-57457-189-9. {{cite journal}}: Пропущений або порожній |title= (довідка) — Інтер'єрне мистецтво.
- Smith, W., ред. (July 2011). The Rifter (55). ISBN 978-1-57457-192-9. {{cite journal}}: Пропущений або порожній |title= (довідка) — Інтер'єрне мистецтво.
- Smith, W., ред. (October 2011). The Rifter (56). ISBN 978-1-57457-193-6. {{cite journal}}: Пропущений або порожній |title= (довідка) — Інтер'єрне мистецтво.

#### Різне
- Wujcik, E. (February 1987). Advanced RECON: Supplemental Rules and Adventures. ISBN 978-0-916211-24-0. [Розпрродано] — Дизайн обкладинки.
- Balent, M. (April 1989). The Compendium of Weapons, Armour & Castles. ISBN 978-0-916211-38-7. [Розпрродано] — Обкладинка, обладунки, замок і додаткове мистецтво.
- Wujcik, E. (August 1990). Ninjas & Superspies (вид. Rev.). ISBN 978-0-916211-31-8. — Інтер'єрне мистецтво.
- Wallis, J.; Siembieda, K. (March 1992). Mutants in Orbit: An Adventure and Sourcebook for After the Bomb and Rifts. ISBN 978-0-916211-48-6. — Додаткове мистецтво.
- Wujcik, E.; Siembieda, K. (February 1995). Mystic China. ISBN 978-0-916211-77-6. — Інтер'єрне мистецтво.
- Siembieda, K.; Siembieda, M., ред. (November 1999). The Collected "Magic of Palladium Books": A Time Capsule from 1988 to 1991. ASIN B00183P7X8. [Розпрродано] — Дизайн обкладинки.
- Siembieda, K. (June 2003). Rifts Chaos Earth: A Complete Role-Playing Game. ISBN 978-1-57457-084-7. — Інтер'єрне мистецтво [незазначений].

### Shadowrun
- Kenson, S. (December 1996). Super Tuesday! (вид. 2nd). Chicago, IL: FASA|FASA Corporation. ISBN 978-1-55560-303-8. (SKU 7322) [Розпрродано] — Інтер'єрне мистецтво.
- Szeto, J. (October 1997). Rigger 2 (вид. 2nd). Chicago, IL: FASA Corporation. ISBN 978-1-55560-304-5. (SKU 7906) [Розпрродано] — Інтер'єрне мистецтво.
- Mulvihill, M.; Mulvihill, S. T. (January 2001). Rigger 3 (вид. 3rd). Chicago, IL: FASA Corporation. ISBN 978-1-55560-402-8. (SKU 7910) — Інтер'єрне мистецтво.
- Mulvihill, M.; Mulvihill, S. T. (September 2003). Rigger 3, Revised (вид. 3rd). Erkrath, Germany: Fantasy Productions. ISBN 978-1-932564-04-4. (SKU 10662) — Інтер'єрне мистецтво.

### Інші ігри
- Babcock, L. R., III; Bills, R. N.; Lewis, S.; Weisman, J. (June 2003). Classic BattleTech Master Rules (вид. Rev.). Erkrath, Germany: Fantasy Productions. ISBN 978-1-932564-45-7. — Інтер'єрне мистецтво.